# Overture to The Merry Wives of Windsor
Overture to The Merry Wives of Windsor, também conhecido como The Merry Wives of Windsor Overture) é um filme de drama em curta-metragem estadunidense de 1953 dirigido e escrito por Johnny Green. Venceu o Oscar de melhor curta-metragem em live-action: 1 bobina na edição de 1954.

## Elenco
- Johnny Green - Ele mesmo